# Мур (округ, Техас)
Округ Мур (англ. Moore County) расположен в США, штате Техас. Официально образован в 1876 году и назван в честь Эдвина Уорда Мура — главнокомандующего техасским флотом. По состоянию на 2000 год численность населения составляла 20 121 человек. Окружным центром является город Думас.

## География
По данным Бюро переписи США, общая площадь округа составляет 2356 км², из которых 2330 км² суша и 26 км² или 1,09 % это водоемы.

### Соседние округа
- Карсон (юго-восток)
- Олдем (юго-запад)
- Поттер (юг)
- Хартли (запад)
- Хатчинсон (восток)
- Шерман (север)

### Национальные охраняемые территории
- Озеро Мередит (часть)

## Демография
По данным переписи населения 2000 года в округе проживало 20 121 жителей, в составе 6774 хозяйств и 5331 семей. Плотность населения была 9 человек на квадратный километр. Насчитывалось 7478 жилых домов, при плотности покрытия 3 постройки на квадратный километр. По расовому составу население состояло из 63,93 % белых, 0,69 % чёрных или афроамериканцев, 0,67 % коренных американцев, 0,86 % азиатов, 0,03 % коренных гавайцев или других жителей Океании, 31,2 % прочих рас, и 2,62 % представители двух или более рас. 47,5 % населения являлись испано- или латиноамериканцами.
Из 6774 хозяйств 44,8 % воспитывают детей возрастом до 18 лет, 65,1 % супружеских пар живущих вместе, 9 % женщин-одиночек, 21,3 % не имели семей. 18,2 % от общего количества живут самостоятельно, 8,3 % лица старше 65 лет, живущие в одиночку. В среднем на каждое хозяйство приходилось 2,94 человека, среднестатистический размер семьи составлял 3,36 человека.
Показатели по возрастным категориям в округе были следующие: 33,6 % жители до 18 лет, 9,2 % от 18 до 24 лет, 28,4 % от 25 до 44 лет, 18,3 % от 45 до 64 лет, и 10,6 % старше 65 лет. Средний возраст составлял 30 лет. На каждых 100 женщин приходилось 100,6 мужчин. На каждых 100 женщин в возрасте 18 лет и старше приходилось 97,4 мужчин.
Средний доход на хозяйство в округе составлял 34 852 $, на семью — 37 985 $. Среднестатистический заработок мужчины был 29 843 $ против 19 383 $ для женщины. Доход на душу населения в округе был 15 214 $. Около 10,1 % семей и 13,5 % общего населения находились ниже черты бедности. Среди них было 18,1 % тех кому ещё не исполнилось 18 лет, и 10,9 % тех кому было уже больше 65 лет.

## Населённые пункты

### Города
- Думас
- Кактус
- Санрей
- Фрич[2]

### Немуниципальные территории
- Мастерсон

## Политическая ориентация
На президентских выборах 2008 года Джон Маккейн получил 78,76 % голосов избирателей против 20,65 % у демократа Барака Обамы.
В Техасской палате представителей округ Мур с 1990 года представляет республиканец Дэвид Свинфорд из Думаса. Округ Мур наряду с тремя другими округами (Карсон, Поттер, Шерман) входит в 87-й район.

## Образование
Образовательную систему округа составляют следующие учреждения:
- школьный округ Думас

## Культура
История жизни и развития округа, и Техасского выступа, в период с конца XIX века по XX век, представлена в музее «Окно в прерию» в Думасе.

## Галерея
|                                         |                                                   |                                |
| Ветряная электростанция к югу от Думаса | Портрет Эдвина Уорда Мура в здании окружного суда | Музей «Окно в прерию» в Думасе |